# Zusammenhang (Graphentheorie)

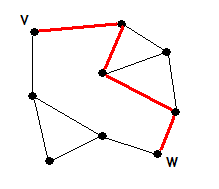
Ein zusammenhängender Graph: Je zwei Knoten sind durch eine Kantenfolge verbunden. Exemplarisch ist eine Kantenfolge zwischen den Knoten v und w rot hervorgehoben.

Der Zusammenhang ist ein mathematischer Begriff aus der Graphentheorie. Ein Graph heißt zusammenhängend, wenn seine Knoten paarweise durch eine Kantenfolge verbunden sind.

## Definition

### Ungerichtete Graphen

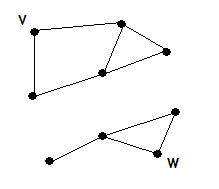
Dieser nicht zusammenhängende Graph hat zwei Komponenten. Die Knoten v und w sind nicht durch einen Weg verbunden.

Ein ungerichteter Graph {\displaystyle G=(V,E)} heißt zusammenhängend, falls es zu je zwei beliebigen Knoten {\displaystyle v},{\displaystyle w} {\displaystyle \in V} einen ungerichteten Weg in {\displaystyle G} mit {\displaystyle v} als Startknoten und {\displaystyle w} als Endknoten gibt.
Einen maximalen zusammenhängenden Teilgraphen eines Graphen nennt man eine Komponente oder Zusammenhangskomponente. Ein nicht zusammenhängender Graph wird durch seine Zusammenhangskomponenten partitioniert. Die größte Zusammenhangskomponente eines Graphen spielt im Erdős-Rényi-Modell eine wichtige Rolle.

### Gerichtete Graphen
Ein gerichteter Graph {\displaystyle G=(V,E)} heißt zusammenhängend von einem Knoten {\displaystyle v} aus, falls es zu jedem Knoten {\displaystyle w} aus {\displaystyle V} einen gerichteten Weg in {\displaystyle G} von {\displaystyle v} nach {\displaystyle w} gibt. {\displaystyle G} heißt stark zusammenhängend, falls {\displaystyle G} von jedem Knoten aus zusammenhängend ist. Anders formuliert heißt {\displaystyle G} stark zusammenhängend, falls es zwischen zwei beliebigen Knoten {\displaystyle v} und {\displaystyle w} aus {\displaystyle V} sowohl einen gerichteten Weg von {\displaystyle v} nach {\displaystyle w} als auch einen gerichteten Weg von {\displaystyle w} nach {\displaystyle v} in {\displaystyle G} gibt.
Ein induzierter Teilgraph {\displaystyle G[U]} für eine Knotenmenge {\displaystyle U\subset V} heißt starke Zusammenhangskomponente von {\displaystyle G}, falls {\displaystyle G[U]} stark zusammenhängend ist und nicht zu einem größeren stark zusammenhängenden Teilgraphen von {\displaystyle G} erweitert werden kann.
Ein gerichteter Graph heißt (schwach) zusammenhängend, falls der zugehörige ungerichtete Graph (also der Graph, der entsteht, wenn man jede gerichtete Kante durch eine ungerichtete Kante ersetzt) zusammenhängend ist.

## Wichtige Aussagen und Sätze
Relativ leicht zeigt man folgende Aussagen:
1. Jeder zusammenhängende ungerichtete Graph mit {\displaystyle n} Knoten enthält mindestens {\displaystyle n-1} Kanten.
2. Jeder stark zusammenhängende gerichtete Graph mit {\displaystyle n} Knoten enthält mindestens {\displaystyle n} Kanten.
3. Ein ungerichteter Graph ist genau dann zusammenhängend, wenn er einen Spannbaum enthält.
4. Ein gerichteter Graph ist genau dann stark zusammenhängend, wenn seine Adjazenzmatrix irreduzibel ist. Damit ist auch ein ungerichteter Graph genau dann zusammenhängend, wenn seine Adjazenzmatrix irreduzibel ist.
5. Die Klasse aller zusammenhängenden Graphen ist nicht axiomatisierbar.[1]

## Verallgemeinerungen
Eine wesentliche Verallgemeinerung des Begriffs stellt der Begriff des k-fachen Knotenzusammenhangs, der Kantenzusammenhang und der Bogenzusammenhang dar.

## Algorithmen
Mittels Tiefensuche lässt sich ein linearer Algorithmus implementieren, der die Zusammenhangskomponenten eines ungerichteten Graphen berechnet und somit auch testet, ob der Graph zusammenhängend ist. Der Test, ob ein gerichteter Graph von einem Knoten  v aus zusammenhängend ist, funktioniert analog. Von Tarjan (1972) stammt ein linearer Algorithmus zum Bestimmen der starken Zusammenhangskomponenten in gerichteten Graphen. Leicht modifiziert findet dieser Algorithmus in ungerichteten Graphen die Blöcke und Artikulationen ebenfalls in linearer Zeit.
Ein einfacher Algorithmus, der prüft, ob ein Graph zusammenhängend ist, kann wie folgt formuliert werden:
- Beginne an einem beliebigen Knoten des Graphen.
- Durchsuche von diesem Knoten aus entweder mit Tiefensuche oder mit Breitensuche den Graphen weiter, solange noch unbesuchte Nachbarknoten existieren.
- Der Graph ist genau dann zusammenhängend, wenn am Ende die Anzahl der von der Suche erreichten Knoten gleich der Anzahl der Knoten des Graphen ist.

## Kombinatorik

Die 38 verschiedenen Graphen mit 4 (implizit) nummerierten Knoten. Diese 38 Graphen bilden 6 Isomorphieklassen. Die Graphen mit 5 Kanten (Spalte 5) bilden 1 Isomorphieklasse, ebenso der vollständige Graph in Spalte 6. Die Graphen in Spalte 3 bilden 2 Isomorphieklassen, ebenso die Graphen in Spalte 4.

Die Anzahl der zusammenhängenden ungerichteten Graphen mit {\displaystyle n} Knoten steigt rasant mit der Anzahl der Knoten, und zwar etwa exponentiell zur Anzahl {\displaystyle {\tfrac {n\cdot (n-1)}{2}}} der Kanten des vollständigen Graphen {\displaystyle K_{n}}, also etwa proportional zu {\displaystyle 2^{\tfrac {n\cdot (n-1)}{2}}}. Wenn die Knoten nicht nummeriert sind, isomorphe Graphen also nicht mitgezählt werden, ist diese Anzahl etwa proportional zu {\displaystyle {\tfrac {1}{n!}}\cdot 2^{\tfrac {n\cdot (n-1)}{2}}}, weil für die meisten Isomorphieklassen alle {\displaystyle n!} Graphen, die sich durch Permutation der nummerierten Knoten ergeben, verschieden sind. Die folgende Tabelle zeigt die mit Hilfe eines Computers bestimmten Anzahlen für {\displaystyle n\leq 8}:
| Anzahl der zusammenhängenden ungerichteten Graphen | Anzahl der zusammenhängenden ungerichteten Graphen | Anzahl der zusammenhängenden ungerichteten Graphen |
| n                                                  | mit nummerierten Knoten                            | ohne nummerierte Knoten                            |
| -------------------------------------------------- | -------------------------------------------------- | -------------------------------------------------- |
| 2                                                  | 1                                                  | 1                                                  |
| 3                                                  | 4                                                  | 2                                                  |
| 4                                                  | 38                                                 | 6                                                  |
| 5                                                  | 728                                                | 21                                                 |
| 6                                                  | 26704                                              | 112                                                |
| 7                                                  | 1866256                                            | 853                                                |
| 8                                                  | 251548592                                          | 11117                                              |

## Programmierung
Das folgende Beispiel in der Programmiersprache C# zeigt die Implementierung eines ungerichteten Graphen mit Adjazenzlisten. Der ungerichtete Graph wird als Klasse UndirectedGraph deklariert. Bei der Ausführung des Programms wird die Methode Main verwendet, die die Anzahl der Komponenten des Graphen auf der Konsole ausgibt.
```
using
 
System
;

using
 
System.Collections.Generic
;

using
 
System.Linq
;

// Deklariert die Klasse für die Knoten des Graphen

class
 
Node

{

	
public
 
int
 
index
;

	
public
 
string
 
value
;

	
public
 
HashSet
<
Node
>
 
adjacentNodes
 
=
 
new
 
HashSet
<
Node
>
();
 
// Menge der Nachbarknoten

}

// Deklariert die Klasse für den ungerichteten Graphen

class
 
UndirectedGraph

{

	
public
 
HashSet
<
Node
>
 
nodes
 
=
 
new
 
HashSet
<
Node
>
();

	
// Diese Methode verbindet die Knoten node1 und node2 miteinander.

	
public
 
void
 
ConnectNodes
(
Node
 
node1
,
 
Node
 
node2
)

	
{

		
node1
.
adjacentNodes
.
Add
(
node2
);

		
node2
.
adjacentNodes
.
Add
(
node1
);

	
}

}

class
 
Program

{

	
// Diese Methode gibt die Komponente des Graphen in der Form (A, B, C, ...) als Text zurück.

	
public
 
static
 
string
 
ToString
(
HashSet
<
Node
>
 
nodes
)

	
{

		
string
 
text
 
=
 
"("
;

		
foreach
 
(
Node
 
node
 
in
 
nodes
)
 
// foreach-Schleife, die alle Knoten der Komponente durchläuft

		
{

			
text
 
+=
 
node
.
value
 
+
 
", "
;

		
}

		
text
 
=
 
text
.
Substring
(
0
,
 
text
.
Length
 
-
 
2
);

		
text
 
+=
 
")"
;

		
return
 
text
;

	
}

	
// Hauptmethode, die das Programm ausführt

	
public
 
static
 
void
 
Main
(
string
[]
 
args
)

	
{

		
// Deklariert und initialisiert 5 Knoten

		
Node
 
node1
 
=
 
new
 
Node
{
index
 
=
 
0
,
 
value
 
=
 
"A"
};

		
Node
 
node2
 
=
 
new
 
Node
{
index
 
=
 
1
,
 
value
 
=
 
"B"
};

		
Node
 
node3
 
=
 
new
 
Node
{
index
 
=
 
2
,
 
value
 
=
 
"C"
};

		
Node
 
node4
 
=
 
new
 
Node
{
index
 
=
 
3
,
 
value
 
=
 
"D"
};

		
Node
 
node5
 
=
 
new
 
Node
{
index
 
=
 
4
,
 
value
 
=
 
"E"
};

		
// Deklariert und initialisiert ein Array mit den Knoten

		
Node
[]
 
nodes
 
=
 
{
node1
,
 
node2
,
 
node3
,
 
node4
,
 
node5
};

		
// Erzeugt einen ungerichteten Graphen

		
UndirectedGraph
 
undirectedGraph
 
=
 
new
 
UndirectedGraph
();

		
int
 
numberOfNodes
 
=
 
nodes
.
Length
;

		
for
 
(
int
 
i
 
=
 
0
;
 
i
 
<
 
numberOfNodes
;
 
i
++
)
 
// for-Schleife, die alle Knoten durchläuft

		
{

			
undirectedGraph
.
nodes
.
Add
(
nodes
[
i
]);
 
// Fügt die Knoten dem Graphen hinzu

		
}

		
// Verbindet Knoten des Graphen miteinander

		
undirectedGraph
.
ConnectNodes
(
node1
,
 
node2
);

		
undirectedGraph
.
ConnectNodes
(
node3
,
 
node4
);

		
undirectedGraph
.
ConnectNodes
(
node4
,
 
node5
);

		
HashSet
<
Node
>
 
remainingNodes
 
=
 
new
 
HashSet
<
Node
>
();
 
// Menge der verbleibender Knoten, die noch nicht durchlaufen wurden

		
for
 
(
int
 
i
 
=
 
0
;
 
i
 
<
 
numberOfNodes
;
 
i
++
)

		
{

			
remainingNodes
.
Add
(
nodes
[
i
]);
 
// Fügt die Knoten der Menge der verbleibender Knoten hinzu

		
}

		
int
 
numberOfComponents
 
=
 
1
;

		
HashSet
<
Node
>
 
newNodes
 
=
 
new
 
HashSet
<
Node
>
();
 
// Menge der neu durchlaufenen Knoten

		
newNodes
.
Add
(
remainingNodes
.
ElementAt
(
0
));
 
// Dieser Menge einen neuen Knoten hinzufügen

		
HashSet
<
Node
>
 
currentComponent
 
=
 
new
 
HashSet
<
Node
>
();
 
// Menge der Knoten für die aktuelle Komponente

		
while
 
(
remainingNodes
.
Count
 
>
 
0
)
 
// So lange noch nicht alle Knoten durchlaufen wurden

		
{

			
HashSet
<
Node
>
 
currentNodes
 
=
 
new
 
HashSet
<
Node
>
();
 
// Menge für die aktuell durchlaufenen Knoten

			
if
 
(
newNodes
.
Count
 
==
 
0
)
 
// Wenn keine neuen Knoten durchlaufen wurden

			
{

				
Console
.
WriteLine
(
ToString
(
currentComponent
));
 
// Gibt die Knoten der aktuellen Komponente auf der Konsole aus

				
currentComponent
.
Clear
();

				
numberOfComponents
++
;
 
// Zähler für die Anzahl der Komponenten um 1 erhöhen

				
currentNodes
.
Add
(
remainingNodes
.
ElementAt
(
0
));
 
// Neuen Knoten durchlaufen

			
}

			
else

			
{

				
foreach
 
(
Node
 
node
 
in
 
newNodes
)
 
// foreach-Schleife, die alle neuen Knoten durchläuft

				
{

					
currentNodes
.
Add
(
node
);
 
// Fügt die neuen Knoten der Menge der aktuellen Knoten hinzu

				
}

			
}

			
newNodes
.
Clear
();
 
// Leert die Menge der neu durchlaufenen Knoten

			
foreach
 
(
Node
 
node
 
in
 
currentNodes
)
 
// foreach-Schleife, die alle aktuellen Knoten durchläuft

			
{

				
if
 
(
remainingNodes
.
Contains
(
node
))
 
// Wenn der aktuelle Knoten noch nicht durchlaufen wurde

				
{

					
currentComponent
.
Add
(
node
);
 
// Fügt den aktuellen Knoten der Menge der Knoten für die aktuellen Komponente hinzu

					
remainingNodes
.
Remove
(
node
);

				
}

				
foreach
 
(
Node
 
nextNode
 
in
 
node
.
adjacentNodes
)
 
// foreach-Schleife, die alle benachbarten Knoten des aktuellen Knotens durchläuft

				
{

					
if
 
(
remainingNodes
.
Contains
(
nextNode
))

					
{

						
currentComponent
.
Add
(
nextNode
);
 
// Fügt den benachbarten Knoten der Menge der Knoten für die aktuellen Komponente hinzu

						
newNodes
.
Add
(
nextNode
);
 
// Fügt diesen Knoten der Menge der neu durchlaufenen Knoten

						
remainingNodes
.
Remove
(
nextNode
);

					
}

				
}

			
}

		
}

		
Console
.
WriteLine
(
ToString
(
currentComponent
));
 
// Gibt die Knoten der aktuellen Komponente auf der Konsole aus

		
Console
.
WriteLine
(
"Der Graph besteht aus "
 
+
 
numberOfComponents
 
+
 
" Komponenten."
);
 
// Ausgabe auf der Konsole

		
Console
.
ReadLine
();

	
}

}

```